# Friedland (Basse-Saxe)
Pour les articles homonymes, voir Friedland.
Friedland est une municipalité allemande du land de Basse-Saxe et l'arrondissement de Göttingen.

## Quartiers
- Klein Schneen

## Personnalités liées à la ville
- Otto Siegfried Harnisch (1568-1623), compositeur né à Reckershausen.
- Otto von Below (1857-1944), général mort à Besenhausen.